# Бартия

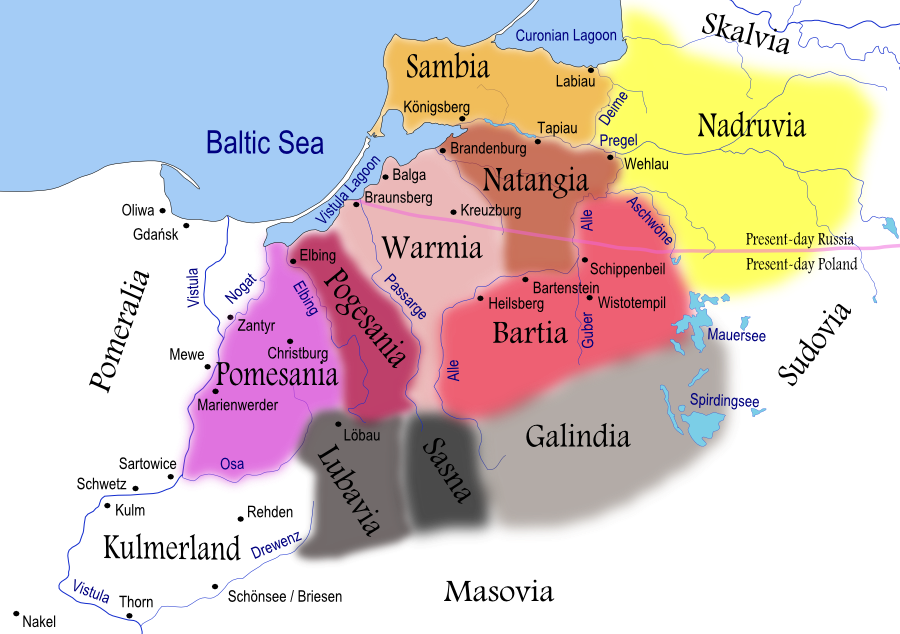
Территория Бартии окрашена в светло-красный цвет

Бартия (прусс., лит. Barta, пол. Barcja, нем. Barten) — историческая область Европы. Ныне поделена между Россией (меньшая северная часть) и Польшей (основная южная часть).

## Географическое описание
Находилась на восточном берегу Лавы, к югу от Натангии и Надровии, к северо-западу от Галиндии и к северо-востоку от Погезании.
Самым важным городом региона являлся Растенбург (теперь польский Кентшин), другими важными городами Бартии были Бартенштейн (теперь Бартошице), Коршен (теперь Корше), Бартен (теперь Барчаны), Дренгфурт (теперь Сроково); Гердауэн (теперь Железнодорожный), Норденбург (теперь Крылово), Алленбург (теперь Дружба), Фридлянд (теперь Правдинск).
Ныне небольшая северная часть Бартии входит в состав России (междуречье Лавы и Путиловки в Правдинском и Озёрском районах Калининградской области), основная же часть Бартии входит в Варминьско-Мазурское воеводство Польши.

## История

### Происхождение названия
Изначально на этой территории обитало прусское племя бартов.
Эти земли достаточно хорошо известны по описанию в «Хронике Прусской земли», датирующейся 1326 годом.
Там же описывается деление Бартии на две части: Большая Бартия и Малая Бартия. Эти земли были плотно заселены, что подтверждается богатыми археологическими находками.
Численность населения этого региона до начала войн с Тевтонским орденом оценивается в 17,000.

### Прусский период
После образования Погезании и захвата Гейльсберга тевтонские рыцари стали контролировать Гейльсбергскую Бартию. В 1245 году был захвачен Рёссель в соседней Вармии.
По условиям Второго Торуньского мира территории Бартии вошли в состав Тевтонского Ордена, позже реорганизованного в герцогство Пруссия (1525).
Барты, коренные жители, как и остальные пруссы, были полностью завоёваны Тевтонским орденом, который заставил их принять христианство, заселил их земли немецкими поселенцами и построил множество городских поселений. Пруссы были ассимилированы поселенцами, а древнепрусский язык вымер к концу XVII столетия.
Бартия была одной из одиннадцати областей (Gaue), на которые делилась Пруссия до реформы Фридриха Великого.

### Новейшая история
По итогам Второй Мировой войны и ликвидации Восточной Пруссии территория поделена между Польшей и СССР (затем Россией как правопреемницей).